# Carcharodontosaurider
Carcharodontosaurider (Carcharodontosauridae, "Familj hajtandsödlor"), en biologisk familj med köttätande dinosaurier myntad av Ernst Stromer 1931. Carcharodontosauridae tros ha varit några av de största rovdjur som någonsin vandrat på jorden; flera släkten anses ha överträffat även den välkända Tyrannosaurus rex i storlek. De tros ha levt under kritaperioden för omkring 150-90 milj. år sedan, och har hittats på flera kontinenter, med undantag för Antarktis och Australien.

## Om Carcharodontosauridae
Carcharodontosauriderna var mycket stora och kraftiga djur. Typiskt för theropoder gick de uteslutande på bakbenen med ryggen ganska horisontellt med marken, och blanserade kroppen med långa, kraftiga svansar. De hade mycket stora skallar, med munnar fyllda av vassa, sågtandade tänder. Frambenen var relativt små i förhållande till kroppen, med händer som bar tre fingrar med vassa klor. Flera släkten hade också kamliknande utskott på huvudet. Concavenator särskiljer sig från andra släkte i familjen genom att dess ryggkotor vid korsryggen har ett par extra förlängda taggutskott, som tros ha stött en puckel liknande ryggfenan hos en haj.

### Storlek

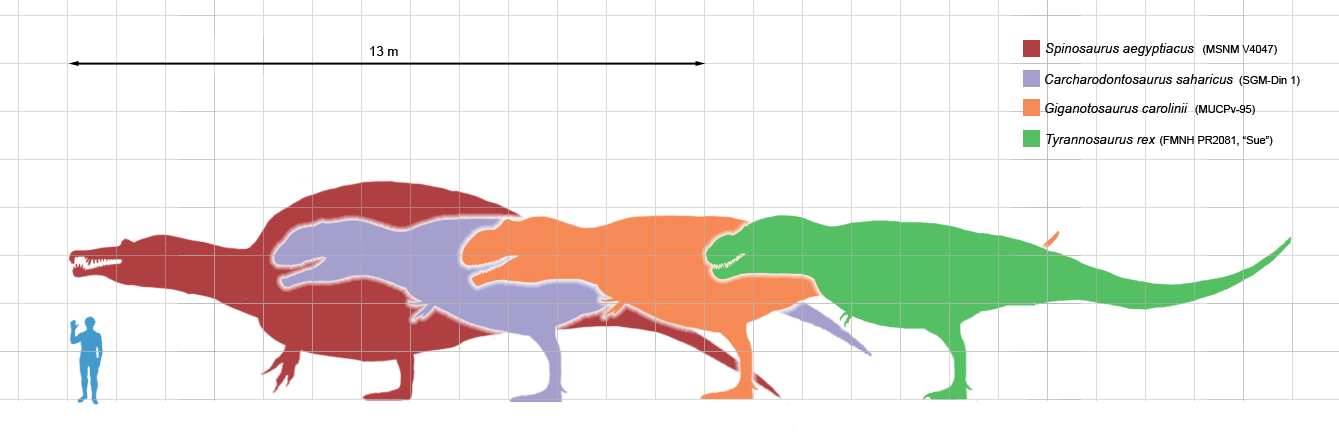
Storleken hos de två stora carcharodontosauriderna Giganotosaurus och Carcharodontosaurus jämfört med två andra stora theropoder; Spinosaurus och Tyrannosaurus.

Bland carcharodontosauriderna återfinns några av de allra största köttätande landdjur som vetenskapen känner till (med undantag för Spinosaurus, som tros ha blivit ännu större). Den minsta kända Carcharosontosauriden var Concavenator, som mätte 6 meter.

### Fjädrar
Många av dagens forskare tror att fåglar härstammar från små köttätande dinosaurier inom gruppen Coelurosauria. Detta baseras bland annat på att man har hittat flera fossil av coelurosaurier som tros ha haft fjädrar. 2010 beskrev Fernando och Ortega ett fossil av Carcharodontosauriden Concavenator, som hade små knoppar på underarmsbenet. Liknande knoppar finns på underarmsbenet på många nu levande fåglar, och fungerar som fäste för fjäderspolar. Därför drog forskarna slutsatsen att Concavenator hade ett slags enklare förstadier till fjädrar. Om detta är korrekt, skulle det vara det första beviset för fjädrar hos någon Carnosaurie. Det har dock ifrågasatts att knopparna på underarmen hos Concavenator verkligen är fäste för fjädrar. Det har föreslagits att det skulle kunna vara fästen för senor, och inte fjädrar, så man kan inte veta säkert.

## Geografisk utbredning
Välbevarade fossil visar att carcharodontosauriderna hade mycket vid utbredning över jorden. Flera av de större släktena (Giganotosaurus, Mapusaurus och Tyrannotitan) har hittats i Sydamerika, medan Acrocanthosaurus återfunnits i Nordamerika. Carcharodontosaurus och Eocarcharia har påträffats i norra Afrika. Fynden av Shaochlong och Concavenator var också viktiga, då de visade att carcharodontosauriderna också fanns i Asien och Europa.

## Släkten
- Överfamilj Allosauroidea
  - Familj Carcharodontosauridae
    - Acrocanthosaurus
    - Altispinax
    - Concavenator
    - Eocarcharia
    - Kelmayisaurus
    - Sauroniops
    - Shaochilong
    - Veterupristisaurus
    - Taurovenator

  - Underfamilj Carcharodontosaurinae
    - Carcharodontosaurus
    - Stam Giganotosaurini
      - Giganotosaurus
      - Mapusaurus
      - Tyrannotitan